# جنوب الصين
كراتون جنوب الصين، المعروف أيضا باسم كتلة جنوب الصين، هو واحد من الكتل القارية ما قبل الكمبري في الصين. والتي تشمل اليوم على جنوب وجنوب شرق الصين، الهند الصينية، وأجزاء من جنوب شرق آسيا (أي بورنيو والمناطق المجاورة الجزر). وكان جنوب الصين جزءا من العديد من القارات عملاقة الماضية، بما في ذلك رودينيا، بانوتيا، جندوانا، بانجيا، وراسيا، وأوراسيا.